# Crimson (álbum de Sentenced)
Crimson es el sexto álbum de estudio de la banda Sentenced.

## Lista de canciones
1. «Bleed in My Arms» – 5:09
2. «Home in Despair» – 3:48
3. «Fragile» – 5:56
4. «No More Beating as One» – 4:15
5. «Broken» – 4:32
6. «Killing Me Killing You» – 5:26
7. «Dead Moon Rising» – 4:56
8. «The River» – 4:50
9. «One More Day» – 5:15
10. «With Bitterness and Joy» – 4:43
11. «My Slowing Heart» – 5:57

- Datos: Q2710147